# 高野山米國別院
高野山米國別院 (英語：Koyasan Beikoku Betsuin of Los Angeles，日語：高野山米国別院)，日本佛教寺廟，高野山真言宗的一個分支，位于美國加州洛杉磯市中心的小東京區。 建於1912年，是北美地區現存最古老的佛教寺廟之一。

## 歷史
- 1909年，日本富山縣覺岸寺首席牧師青山秀泰關青，前往美國觀察北美的宗教情況，以及宣傳真言宗[3]。
- 1912年，在一些洛杉磯日裔社區領袖的支持和鼓勵下，於美國洛杉磯小東京區建立第一座真言寺廟，名為「高野山大師教會」[3]。
- 1935年，該寺廟被提升為「高野山米國别院」的地位，正式成為了日本高野山總部認可的北美地區總部。 1940年，遷移至現址[3]。
- 1941年12月7日，本對珍珠港的轟炸，美國國内反日情緒高涨，於一年內，所有洛杉磯的日本寺廟均被關閉[4]。
- 2012年，別院慶祝成立百週年。

## 建築設施
自1999年開始，寺廟經過十年的舊設施改造，目前的建築包括:
- 大殿：大型佛壇，主供本尊金剛界大日如來，內有密壇，供奉：不動明王、藥師琉璃光如來、觀音菩薩、地藏菩薩和弘法大師（空海）
- 附殿：大殿之二樓，為宗教聚會和教學使用。
- 地下室：位於主祭壇下方，童子軍活動的集會室以及寺廟行政使用。[5]

## 歷任主監
1912年成立至今，該寺共有十位主監。
- 青山秀泰師 (1909-1921)
- 高田法海師 (1921-1924)
- 喜多川諦道師 (1924-1933)
- 高橋成通師 (金剛峯寺第482務検校執行法印大和尚位) (1931-1982)
- 曾我部了勝師 (1982-1991)
- 井上智光師 (1991-1993)
- 宮田諦詮師 (1993-2007)
- 旭清澄師 (2007-2011)
- 宮田諦詮師 (代理: 2011-2013)
- 今村純訓師 (傳燈大阿闍梨) (2015-2019)
- 松元優樹師 (2020-現任)

## 外部連結
- Official Website （页面存档备份，存于）
- Official Facebook Page （页面存档备份，存于）